# Internacionalització i localització
La internacionalització és el procés de dissenyar programari de tal manera que pugui adaptar-se a diferents idiomes i regions sense la necessitat de fer canvis en el codi del programa. La localització és el procés d'adaptar el programari per a la cultura d'una regió específica per mitjà de l'addició de components específics d'un locale i la traducció dels texts, per la qual cosa també es pot denominar regionalització. No obstant això, la traducció literal de l'anglès és la més estesa.
És una pràctica comuna en l'anglès (sobretot en l'àmbit de la computació), abreviar internationalization com "i18n". Això se deu al fet que entre la primera i l'última n de la dita paraula hi ha 18 lletres. El mateix succeïx amb localization, que s'abrevia amb el numerònim "L10n". La L majúscula s'utilitza per a distingir-la de la i minúscula d'i18n.
El 2003 el sector de la localització generà un mínim de 3.700 milions de dòlars americans.
L'organització Localization Industry Standards Association unia en un continu els dos conceptes baix el terme globalització. Empreses grans com IBM també l'empra. Globalització pot també abreviar-se amb el numerònim "g11n".

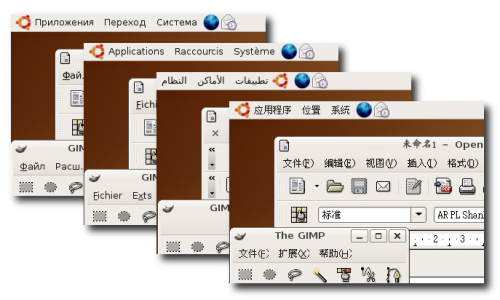
Diferents idiomes que soporta Ubuntu

Internacionalització i localització són dos dels conceptes més en voga en la moderna indústria del llenguatge.

## Internacionalització
La internacionalització és el procés mitjançant el qual es prepara un element o producte per permetre'n l'adaptació a diferents regions. En el cas dels programes informàtics implica preparar-lo per poder ser traduït a diversos idiomes, utilitzar monedes diferents o utilitzar diferents formats de data, per citar-ne uns exemples. En alguns casos, pot implicar pantalles o processos de negoci diferents.
Així es pot dir que un programa informàtic està internacionalitzat quan permet adaptar-lo a diferents regions.
El concepte internacionalització empresarial implica un procés a llarg termini. No n'hi ha prou de tenir una presència ocasional en un altre territori, sinó d'assentar-se completament a l'economia d'un altre país. Al principi cal comptar amb una estratègia ben definida al mercat laboral, i a partir d'aquí comprendre que el mercat internacional ofereix una sèrie d'oportunitats de negoci perquè triomfin els serveis o productes que presta l'empresa. Per això influeixen una sèrie d'aspectes culturals, ambientals, reglamentacions o exigències sanitàries.
La decisió d'internacionalització implica la participació directa de les empreses a altres països i és un procés que enforteix la integració de les nacions a l'economia global a través del millorament de la productivitat de les seves empreses. ProMéxico entén per internacionalització que les empreses mexicanes tinguin un braç comercial o productiu a l'exterior, mitjançant el qual l'empresa mexicana col·loqui els seus productes i serveis en un o més mercats externs.
La globalització ha facilitat que el tràmit d'internacionalització sigui més senzill gràcies a l'ocupació d'Internet. L'obertura de les economies ha permès que tot estigui a l'abast de la mà sense necessitat de grans esforços.

## Localització
La localització va aparèixer a les empreses multinacionals de les tecnologies de la informació. La formació en la matèria s'adquiria amb l'experiència del treball dins els departament de traducció d'aquestes empreses. Després, al passar a ser feina subcontractada, els coneixements foren transmesos als contractistes i els col·laboradors. Aquesta formació no era formal fins l'aparició de la Localization Industry Standards Association i organitzacions similars es va anar prenent consciència de la necessitat de la formació formal amb coneixements transmesos des dels treballadors de l'àmbit a la universitat.
A l'Estat Espanyol, amb l'èxit de programes de traducció assistida es van conèixer altres programes i metodologies. A l'àmbit universitari espanyol es va introduir la formació en la localització, a través dels contactes entre universitat i empreses. Per la dècada del 2000 va tindre presència en algunes llicenciatures de traducció i interpretació de manera introductòria i amb pocs mitjans tècnics. Alguns departament d'informàtica s'oposaren a aquesta formació creient que era exclusivament del seu àmbit. Dins la tradumàtica la localització és un element amb forta presència. La localització es trobà sobretot en cursos de postgrau.

### Importància de la localització
Abans que es massifiqués l'ús d'internacionalització, les persones que volien fer servir un ordinador havien de primerament aprendre l'anglès. En un país amb baixes taxes d'alfabetització, això anterior obstaculitza l'accés a les tecnologies de la informació i les comunicacions, especialment a les persones amb baixos ingressos i les comunitats rurals que no tenen accés a instrucció. . La localització porta innombrables beneficis com ara la reducció significativa de la quantitat d'entrenament necessari perquè els usuaris finals puguin utilitzar un sistema computacional. Es facilita així la introducció de la informàtica a petites i mitjanes empreses, permetent que els empleats treballin en la seva llengua d'origen i facilitant el maneig de sistemes i per controlar bases de dades de noms i dades pròpies de l'idioma. Es facilita així la descentralització de dades en nivells provincials i municipals.
El mateix s'aplica a les companyies de servei públic (electricitat, aigua, telèfon) que desenvoluparan bases de dades pròpies de la llengua. D'aquesta manera es redueixen costos i es proporciona un servei millor als ciutadans, permetent que les ciutats es comuniquin per correu electrònic en el seu propi idioma, enfortint una indústria local de projectes, fonts adequades per a la regió i ajudant que les universitats formin més especialistes en informàtica.

## Procés de negoci per internacionalitzar programari
Per “internacionalitzar” un producte, és important observar una varietat de mercats als quals previsiblement entrarà el producte. Detalls com la longitud del camp per a adreces de carrers, format únic per a l'adreça, possibilitat de fer que el camp de codi postal sigui opcional per adreçar-se a països que no tenen codis postals o el camp d'estat per a països que no tenen estats, a més de la introducció d'un registre nou els fluxos que s'adhereixen a les lleis locals són només alguns dels exemples que fan de la internacionalització un projecte complex. Un enfocament més ampli té en compte els factors culturals respecte, per exemple, a l'adaptació de la lògica del procés comercial o la inclusió d'aspectes culturals (comportamentals) individuals.
Ja a la dècada de 1990, empreses com Bull utilitzaven traducció automàtica (Systran) a gran escala, per a tota la seva activitat de traducció: traductors humans s'ocupaven de la preedició ( fent que l'entrada llegible per màquina) i post-edició.

## Enginyeria
Tant a la reenginyeria d'un programari existent com al disseny d'un nou programari internacionalitzat, el primer pas de la internacionalització és dividir cada part potencialment dependent del lloc (ja sigui codi, text o dades) en un mòdul separat. Després, cada mòdul es pot basar en una biblioteca/dependència estàndard o reemplaçar-se de forma independent segons sigui necessari per a cada configuració regional.
La pràctica predominant actual és que les aplicacions col·loquin text en fitxers de recursos que es carreguen durant l'execució del programa segons sigui necessari. Aquestes cadenes, emmagatzemades en fitxers de recursos, són relativament fàcils de traduir. Els programes sovint es creen per fer referència a biblioteques de recursos segons les dades de configuració regional seleccionades.
L'emmagatzematge de cadenes traduïbles i traduïdes de vegades s'anomena catàleg de missatges ja que les cadenes es diuen missatges. El catàleg generalment comprèn un conjunt de fitxers en un format de localització específic i una biblioteca estàndard per manejar aquest format. Una biblioteca de programari i un format que hi ajuda és gettext.
Per tant, per aconseguir que una aplicació admeti diversos idiomes, es dissenyaria l'aplicació per seleccionar el fitxer de recursos d'idioma rellevant en temps d'execució. El codi necessari per gestionar la verificació de l'entrada de dades i molts altres tipus de dades sensibles a la configuració regional també ha d'admetre diferents requisits de configuració regional. Els sistemes de desenvolupament i els sistemes operatius moderns inclouen biblioteques sofisticades per al suport internacional d'aquests tipus.
Molts problemes de localització (per exemple, adreça d'escriptura, classificació de text) requereixen canvis més profunds al programari que la traducció del text. Per exemple, OpenOffice.org aconsegueix això amb commutadors de compilació.

## Abast
Diversos dels punts que cobreix la internacionalització són els següents:
- Diversos idiomes disponibles.
- Diferents convencions culturals.
- Zones horàries.
- Formats dhoraris.
- Formats de dates.
- Monedes internacionals.
- Sistema de pesos i mesures (polzades/centímetres, lliures/grams, etc.).
- Codis de caràcters (Unicode resol fàcilment aquest problema).
- Format de nombres (separadors decimals, separadors de milers, etc.).

## Procés
Un mètode de globalització inclou després de la planificació tres passos d'implementació: internacionalització, localització i control de qualitat.
Fins a cert punt (per exemple, per a garantia de qualitat), els equips de desenvolupament inclouen algú que maneja les etapes bàsiques/centrals del procés que després habiliten totes les altres. Aquestes persones normalment entenen idiomes i cultures estrangeres i tenen una certa formació tècnica. Calen escriptors tècnics especialitzats per construir una sintaxi culturalment apropiada per a conceptes potencialment complicats, juntament amb recursos denginyeria per implementar i provar els elements de localització.
Un cop internacionalitzat correctament, el programari pot dependre de models més descentralitzats per a la localització: el programari lliure i de codi obert generalment depèn de l'autolocalització per part d'usuaris finals i voluntaris, de vegades organitzats en equips. El projecte KDE3, per exemple, ha estat traduït a més de 100 idiomes; MediaWiki en 270 idiomes, dels quals 100 majoritàriament complets (2016).
Quan es tradueix un text existent a altres idiomes, és difícil mantenir les versions paral·leles dels textos al llarg de la vida del producte. Per exemple, si canvieu un missatge que es mostra a l'usuari, cal canviar totes les versions traduïdes.